# إدواردو فاسكونسيلوس
إدواردو فاسكونسيلوس (بالإسبانية: Eduardo Vasconcelos) هو سياسي مكسيكي، ولد في 1893 في أوخاكا في المكسيك، وتوفي في 26 أبريل 1953 في مدينة مكسيكو في المكسيك. حزبياً، نشط في الحزب الثوري المؤسساتي.